# Bruno Bruins
Bruno Johannes Bruins (ur. 10 lipca 1963 w Arnhem) – holenderski polityk, prawnik i samorządowiec, w latach 2006–2007 sekretarz stanu ds. edukacji, kultury i nauki, od 2017 do 2020 minister.

## Życiorys
Studiował prawo (1981–1988) oraz administrację (1988–1990) na Uniwersytecie w Groningen. W latach 90. pracował w przedsiębiorstwach transportowych. Zaangażował się w działalność polityczną w ramach Partii Ludowej na rzecz Wolności i Demokracji (VVD). Od 1992 do 1993 był doradcą członka zarządu miasta w Hadze. W latach 1994–2002 zasiadał w radzie miejskiej, w latach 2000–2006 wchodził w skład zarządu miasta jako wethouder do spraw m.in. ruchu drogowego i zagospodarowania przestrzennego. Od lipca 2006 do lutego 2007 pełnił funkcję sekretarza stanu ds. edukacji, kultury i nauki w gabinecie, którym kierował Jan Peter Balkenende. Następnie do listopada 2007 wykonywał obowiązki burmistrza miejscowości Leidschendam-Voorburg.
W latach 2007–2008 był tymczasowym dyrektorem centrum treningowego ROI. Od 2008 do 2011 wchodził w skład rady dyrektorów publicznego przedsiębiorstwa transportowego Connexxion. W 2011 został prezesem UWV, państwowej agencji do spraw ubezpieczeń pracowniczych.
W październiku 2017 został ministrem bez teki do spraw opieki zdrowotnej w trzecim rządzie Marka Rutte. W 2020 odpowiadał za zwalczanie pandemii COVID-19. 18 marca tegoż roku zasłabł podczas posiedzenia parlamentu, następnego dnia zrezygnował ze stanowiska ministra.